# La Cucaracha
"La Cucaracha" (på dansk: "Kakerlakken") er en traditionel spansk corrido af folkelig oprindelse. Den blev populær i Mexico under den mexicanske revolution.

## Strukturen
Sangen består af par af vers og omkvæd, hvor hver halvdel af hvert par består af fire linjer på formen ABCB.

### Omkvæd
Sangens oprindelige tekst, hvorfra titlen stammer, beskriver en kakerlak, der har mistet et af sine seks ben og kæmper med at bevæge sig med de fem tilbageværende. Kakerlakkens ujævne, fembenede gangart imiteres af sangens oprindelige 5/4-taktart dannet ved at fjerne det ene opslag fra anden halvdel af en 6/4-taktart. 
La cu-ca- | ra-cha, la cu-ca-ra-cha
| ya no pue-de ca-mi-nar
por-que no | tie-ne, por-que le fal-ta
| u-na pa-ta de a-tras.— 
("Kakerlakken, kakerlakken / den kan ikke længere gå / fordi den ikke har, fordi den mangler / det ene bagben." Denne tekst er basis for omkvædet i de fleste senere versioner. Stavelser med særligt tryk er angivet med fed skrift; stavelser med mindre tryk er vist med almindelig skrift, mens stavelser uden tryk er vist med kursiv. Taktopdelingerne er uafhængig af tekstens opdeling og vises med vertikale streger. Bemærk, at omkvædet begynder med en optakt.)
En række senere udgaver af sangen, særligt de, der ikke omtaler kakerlakkens manglende ben, trækker den sidste stavelse i hver linje, så sangen passer til den mere tilgængelige 6/4-taktart. 

### Vers
Sangens vers passer til en traditionel melodi, der er anderledes end omkvædet, men passer med dettes taktart (5/4 eller 6/4). Derudover er versene højst varierende, idet de dog som regel har et satirisk tilgang til aktuelle politiske emner eller sociale problemer eller diskussioner.